# Виноградовник разнолистный
Виноградовник разнолистный (лат. Ampelópsis heterophylla) — вид древовидных лиан из рода Виноградовник.

## Распространение и экология
Ареал охватывает МНР, Северо-Восточный Китай, Южный Сахалин, на Курилах — Кунашир, Шикотан, Приморский край, встречается в Японии (Хоккайдо, Хонсю, Сикоку, Кюсю), на полуострове Корея.
В России этот вид встречается только на юге Приморского края в Ханкайском районе, в долине реки Раздольной.
В естественных условиях растёт в широколиственных лесах в долинах рек.

## Ботаническое описание
Листопадная деревянистая лиана до 8-9 метров длиной, взбирающаяся по опоре с помощью закручивающихся усиков, которые обвивают опоры. .
Листья длиной и шириной до 10 см, сверху — темно-зеленые, блестящие.
Плоды — бледно-фиолетово-голубые ягоды, 5—9 мм в диаметре. Цветение происходит в июле, цветки раздельнополые, однодомные.
Темп роста быстрый. Продолжительность вегетационного периода — около 165 дней.
В посадках весьма декоративен. Светолюбив, но переносит незначительное затенение. Зимостойкость высокая.